# Huerva
Der Río Huerva ist ein ca. 128 km langer südlicher Nebenfluss des Ebro. Er fließt durch Teile der Provinzen Teruel und Saragossa in der Autonomen Region Aragonien im Nordosten Spaniens.

## Verlauf
Der Río Huerva entspringt in der Sierra de Cucalón ca. 1 km nördlich des Ortes Fonfría nahe der Nordgrenze der Provinz Teruel. Von dort fließt er in vorwiegend nordöstlicher Richtung durch den Süden der Provinz Saragossa, um schließlich in der Stadt Saragossa in den Ebro zu münden.

## Nebenflüsse und Stauseen
Der Río Huerva hat keine größeren Nebenflüsse; er wird zweimal gestaut:
- Embalse de las Torcas (max. Oberfläche 77 ha; Fertigstellung 1946) auf dem Gebiet der Gemeinde Tosos[1]
- Embalse de Mezalocha (max. Oberfläche 41 ha; Fertigstellung 1731 und 1906) auf dem Gebiet der Gemeinde Mezalocha[2]

## Orte am Fluss
Provinz Teruel
Fonfría, Bea, Villahermosa del Campo
Provinz Saragossa
Badules, Villadoz, Villarreal de Huerva, Cerveruela, Vistabella, Tosos, Villanueva de Huerva, Mezalocha, Muel, Mozota, María de Huerva, Cadrete, Cuarte de Huerva, Saragossa

## Geschichte
Vor allem im Spätmittelalter war die Gegend zwischen den Königreichen Kastilien und Aragón umstritten „(Guerra de los Dos Pedros)“. Aus dieser Zeit stammen mehrere Burgruinen (castillos).

## Sehenswürdigkeiten
Schönste Orte entlang des Flusses sind Villarreal de Huerva, Tosos und Muel.